# Вальдкірхен
Вальдкірхен (нім. Waldkirchen) — місто в Німеччині, знаходиться в землі Баварія. Підпорядковується адміністративному округу Нижня Баварія. Входить до складу району Фраюнг-Графенау.
Площа — 80,06 км2. Населення становить 10 732 ос. (станом на 31 грудня 2020).